# 마크 사울
마크 사울(Mark Saul, 1985년 6월 20일 ~ )은 미국의 배우, 싱어송라이터, 작곡가, 텔레비전 배우이다.
로스앤젤레스에서 태어났다.

## 영화
- 그녀의 팔에 사랑을 새겨줘 (2015년) - 딜런 역
- 테러라인 (2013년) - 보이드 역
- 르네 (2012년) - 딜런 역
- 소셜 네트워크 (2010년)
- 커플수칙 시즌1 (2007년)
- 제페토 (2000년)
- 올 댓 (1994년)